# Драгилёв, Дмитрий Георгиевич
Дми́трий Гео́ргиевич Драгилёв (нем. Dmitri Dragilew; род. 1971, Рига) — немецкий русскоязычный поэт, эссеист, прозаик, музыкант, музыковед, журналист, переводчик, педагог. Председатель (с 2015) Содружества русскоязычных литераторов Германии (СЛоГ), один из организаторов Международного общества имени Оскара Строка и Эдди Рознера. Сооснователь (с Сергеем Штурцем) литературной группы «Запад наперёд».

## Биография

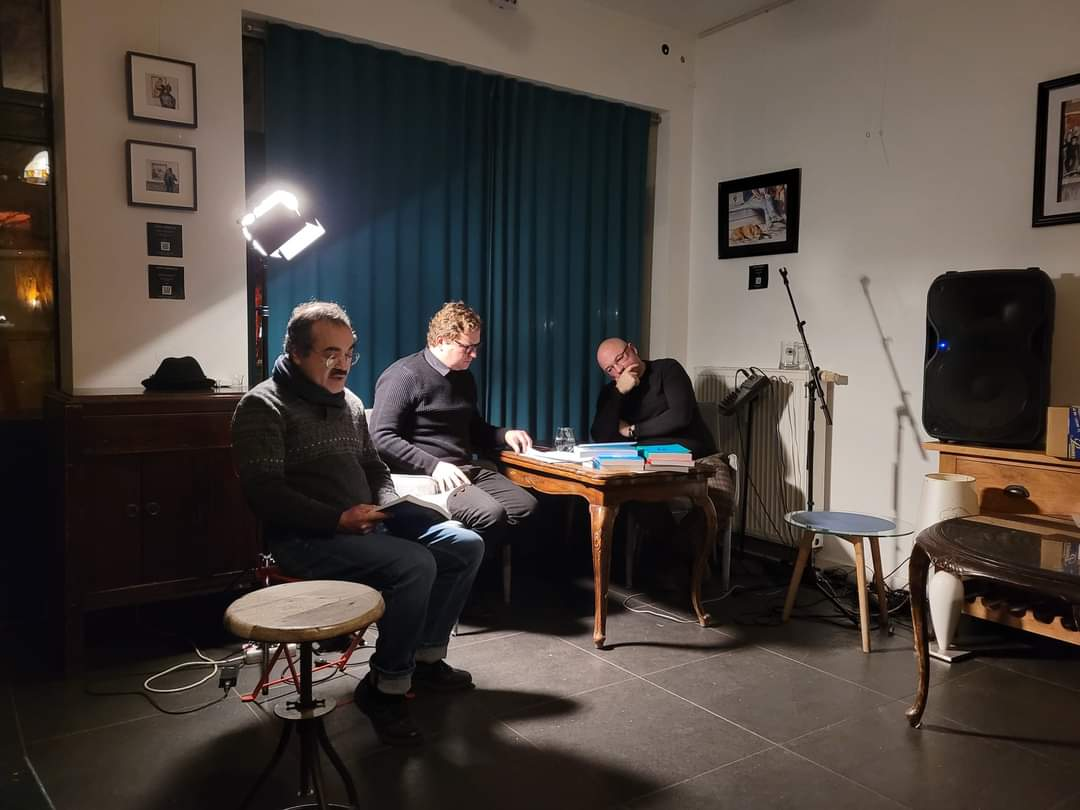
Дмитрий Драгилёв, Даниил Бендицкий и Сергей Морейно на презентации нового номера «Рижского альманаха» 26 ноября 2023 года в Берлине

Дмитрий Драгилёв родился в 1971 году в Риге в семье пианистки Е.И.Драгилёвой (Корен), концертмейстера Латвийской государственной консерватории им. Я.Витола.
Окончил историко-философский факультет Латвийского университета, Веймарскую Высшую школу музыки и Йенский университет (отделение славистики).
Работал на радио, выступал с концертами как джазовый пианист.
С 1994 года живёт в Германии (Эрфурт, Берлин).

## Музыкальная деятельность
Пианист, аранжировщик и руководитель музыкальных проектов The Swinging PartYsans, Kapelle Strock, Advocates Of Swing. Как бэндлидер, пианист, музыковед и куратор работал с латвийской джазовой певицей Ольгой Пирагс, в частности, во время ее гастролей в ФРГ (2002 г.), выступал в джаз-клубах Эрфурта и милонгах (танго-клубах) Берлина, участвовал в джазовых фестивалях в Вормсе (2006), Львове (2014), на острове Узедом (2013), фестивалях Tangonale (2014) и Сontemporary Tango Festival (2018) в Берлине, ревю и гала-концертах, посвященных Оскару Строку и прошедших на сцене Национальной оперы Латвии в 2004-2005 гг., снимался в российском документальном телефильме «Под грохот канонад. Синий платочек против Лили Марлен» (2014) . Инициатор и координатор джазового фестиваля имени Эдди Рознера в Берлине. Автор песен и инструментальных композиций. В 2021 году по поручению Международного общества имени Оскара Строка и Эдди Рознера организовал и возглавил The Oskar Strock & Eddie Rosner Orchestra.

## Литературная деятельность

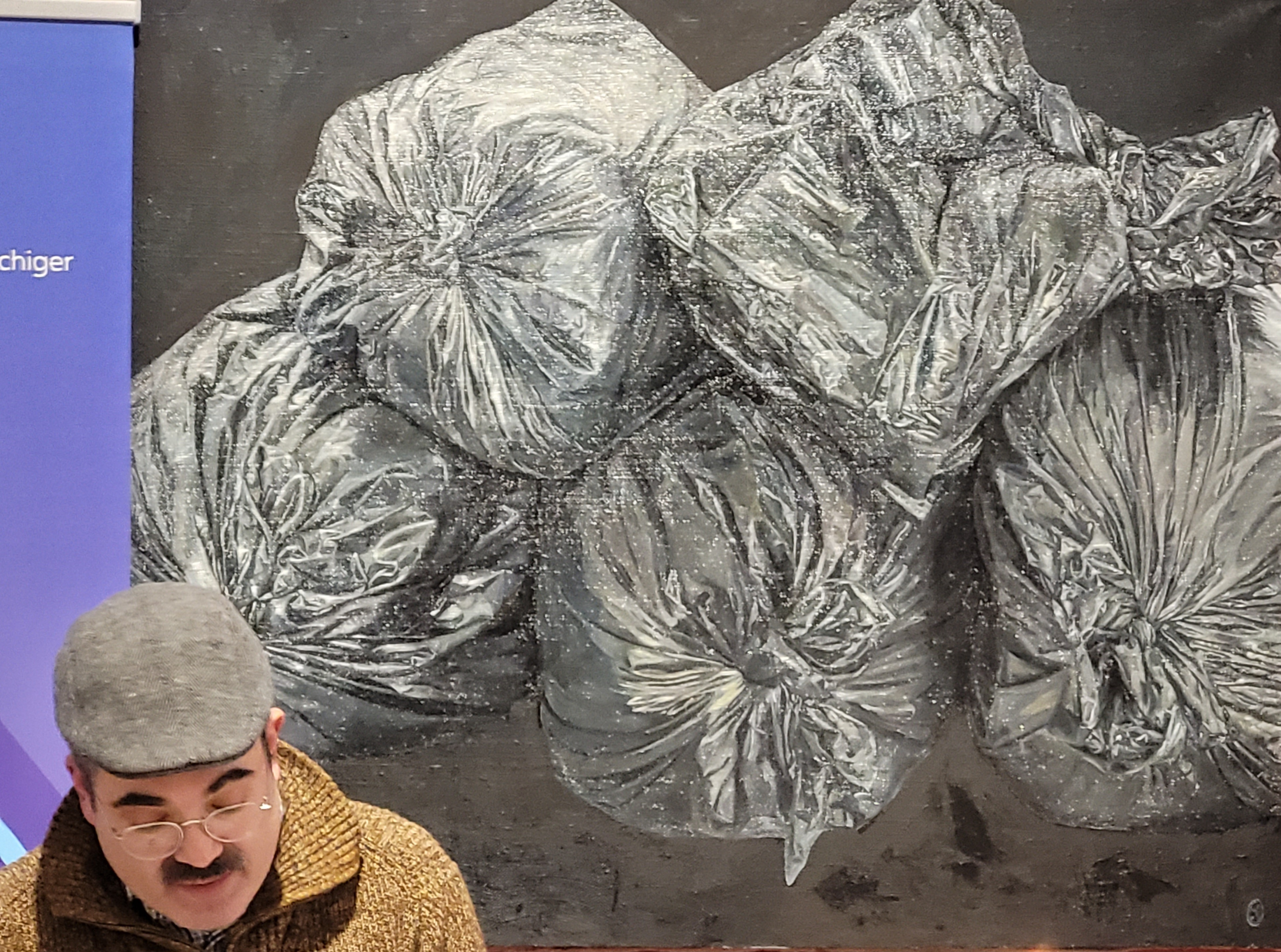
Дмитрий Драгилёв на чтениях Содружества русскоязычных литераторов Германии (СЛоГ) 22 декабря 2023 года в Берлине. На заднем плане — картина Ольги Сурвилло.

Был колумнистом и редактором ряда изданий, в том числе литературно-культурологического журнала Via Regia. Инициатор литературных чтений в Эрфурте и Берлине, литгруппы «Запад наперёд», берлинского международного литературного фестиваля «Дирижабль», а также первого русского радио Тюрингии (эрфуртской редакционной группы FM-еженедельника Радио Акцент). Публиковался в антологии «Освобожденный Улисс», журналах «Даугава», «Уральская новь», «Воздух», «Гвидеон», «Новое литературное обозрение», «Комментарии», «Дети Ра», «Крещатик», «Плавучий мост», «Литературный Европеец», «Родная речь», «Новая Юность», «Белый ворон», «Семь искусств», «Берлин.Берега», Signaturen, Das Blättchen, арт-дайджесте «Солонеба», а также в сетевых изданиях «TextOnly», «Топос», «Артикуляция», «Двоеточие», «Флаги», «Post(non)fiction», «Four Centuries. Русская поэзия в переводах», изданиях Цюрихского и Калининградского университетов Variations и ergojournal. Участник берлинских поэтических фестивалей и Международного биеннале поэтов в Москве.

## Отзывы, мнения
Поэт Алексей Парщиков:

это хорошо, говорю я легко и с запасом вечности, свойственной этому выражению на экзаменах шестого дня Творения.
Хорошо, да. Интересно, да. Талантливо? Да. 

Литературовед Георгий Векшин:

изысканные перестановочные рифмы..., теневые и суммирующие наконечные созвучия, вплетающие в свой ряд собственно рифму и как бы выворачивающиеся из-под нее – очень эффективное средство объединения стиховых целых..., созвучие, характерное для неконечных сегментов стиха, обманывает эквифонические ожидания, создавая экспрессивный эффект и подтверждая тем самым значимость противопоставления прямых и перевернутых созвучий... Так поэт испытывает слово на пластичность, в неожиданных местах «перегибая» его и обнаруживая его узлы и швы.

Писатель и филолог Татьяна Бонч-Осмоловская:

от традиционного регулярного стиха до экспериментов в стиле джазовой импровизации и экспериментальной стихопрозы. Персонажи Драгилева выходят из русской истории и фольклора, из немецких сказок, литературы и музыки и оказываются в сегодняшней реальности с КПП и Street Fighter, или же в обратном направлении, равно работает.

Джазовед Кирилл Мошков:

В 2011 г. в нижегородском издательстве «ДЕКОМ» вышла, пожалуй, лучшая книга о Рознере... Книгу написал берлинский русскоязычный литератор и музыкант Дмитрий Драгилёв, который давно по крупицам собирал сведения о судьбе Рознера.
.

газета Aугсбургер Альгемайне:

Дмитрий Драгилев блистал своим мастерским исполнением..., пианист убедил публику чарующим многообразием и способностью к трансформации. И действительно, произведения завораживали смесью танго, классики, джаза и оперетты, чередуя ревю-подобный, пышущий оптимизм в стиле Холлендера с меланхолией мазурок Шопена, полнозвучным триумфом в духе Листа, отголосками Вайля и «барным» размышлением за фортепиано. 

## Педагогическая и научная деятельность
Преподавал в университете «Виадрина» (Франкфурт-на-Одере). Занимается исследованиями в области танго и джаза. Участник ряда музыковедческих симпозиумов, публикации в научных изданиях, напр., в журнале Латвийской музыкальной академии Mūzikas akadēmijas raksti (scriptamusica.lv) и др. Работает также в сфере школьного образования. 

## Участие в творческих и общественных организациях
- Член международного ПЕН-клуба[15]
- Член, председатель (с 2015) Содружества русскоязычных литераторов Германии (СЛоГ)[16][17]
- Член Союза писателей Латвии[18]. Инициатор сбора средств на реставрацию рояля П. И. Чайковского в Историко-культурном заповеднике в городе Каменка (Украина) и установки первой памятной доски Э. И. Рознеру в Берлине[19].

## Признание
- Лауреат премии журнала «Дети Ра» (2006)[20].
- Специальный приз берлинского русскоязычного слэма (2006).
- Почетный знак и почетная грамота Федеральной земли Тюрингия (2007).
- Стипендия Сената Берлина в области иноязычной литературы (2019).